# موش مانداب دنت
موش مانداب دنت (نام علمی: Otomys denti) نام یک گونه از سرده موش‌های مانداب است.